# Ксенија Пајић
Ксенија Пајић (Ријека, 30. јун 1961) југословенска је и хрватска филмска, телевизијска и позоришна глумица српског порекла.

## Биографија
Ксенија Пајић је рођена у Ријеци, где је завршила основну и средњу школу. Дипломирала је на Академији драмских умјетности у Загребу 1984. године. Након дипломирања провела је две сезоне у Театру у гостима где је играла главне улоге. Године 1986. примљена је у стални ангажман Драмског казалишта Гавела.
На филму је дебитовала 1986. године запаженом споредном улогом сустанарке Мире Фурлан у филму „За срећу је потребно троје“ Рајка Грлића. За улогу отмене загребачке грађанске удовице заљубљене у партизанског официра (Жарко Лаушевић) у филму „Официр с ружом“ добила је Велику повељу на фестивалу у Нишу, те награде на међународним фестивалима у Венецији и Харареу.
Остварила је велики број запажених улога у позоришту, на филму и на телевизији.
С обзиром на велики број (најчешће главних) улога у сапуницама, више пута је незванично проглашавана за "краљицу" овог жанра у Хрватској.

## Улоге
| Год.       | Назив                                    | Улога                  |
| ---------- | ---------------------------------------- | ---------------------- |
| 1980-е     |                                          |                        |
| 1985.      | То није мој живот, то је само привремено |                        |
| 1985.      | За срећу је потребно троје               | Јагода                 |
| 1983-1986. | Смоговци                                 | Нина                   |
| 1986.      | Како преживјети до првог                 | Мирјана                |
| 1986.      | Трговци и љубавници                      | Рената Пушкец          |
| 1986.      | Путовање у Вучјак                        |                        |
| 1987.      | Увек спремне жене                        | Даша                   |
| 1987.      | Официр с ружом                           | Матилда Иванчић        |
| 1988.      | Предвечерје пуно скепсе                  | Глумица                |
| 1988.      | Живот са стрицем                         | Вероника               |
| 1988.      | Без трећег                               |                        |
| 1988.      | Глембајеви                               |                        |
| 1989.      | Хамбург Алтона                           |                        |
| 1989.      | Диплома за смрт                          | Рената                 |
| 1990-е     |                                          |                        |
| 1990.      | Орао                                     | Бранка                 |
| 1990.      | Туђинац                                  |                        |
| 1992.      | Бака бијела                              | Колегиница у уреду     |
| 1992.      | Златне године                            | Марија Петрас          |
| 1992.      | Сокак трију ружа                         |                        |
| 1993.      | Контеса Дора                             | Штефи Граф             |
| 1994.      | Мука                                     |                        |
| 1994.      | Сваки пут кад се растајемо               | Мелита                 |
| 1996.      | Препознавање                             | докторка               |
| 1996.      | Ђед и бака се растају                    | Вишња                  |
| 1997.      | Руско месо                               |                        |
| 1999.      | Гарција                                  |                        |
| 1999.      | Кад мртви запјевају                      | Стана                  |
| 1999.      | Маршал                                   | Даница Скулић          |
| 2000-те    |                                          |                        |
| 2000.      | Црна кроника или дан жена                |                        |
| 2002.      | Ново доба                                | Линда                  |
| 2002.      | Потонуло гробље                          |                        |
| 2003.      | Ледина                                   | Ксенија                |
| 2003.      | Инфекција                                | Карлова жена           |
| 2005.      | Вила Марија                              | Ана Јурак              |
| 2005.      | Два играча с клупе                       | Мира Видушић           |
| 2005.      | Љубав у залеђу                           | Ксенија Фишер          |
| 2007.      | Битанге и принцезе                       |                        |
| 2006-2007. | Обични људи                              | Тамара Томић Николић   |
| 2007.      | Заувијек сусједи                         | Маша                   |
| 2007—2008. | Завера                                   | Наташа Мажуранић       |
| 2007—2008. | Понос Раткајевих                         | Дагмар Коен            |
| 2008—2009. | Све ће бити добро                        | Кармен                 |
| 2010-е     |                                          |                        |
| 2009—2010. | Луда кућа                                | Јана                   |
| 2010.      | Мајка асфалта                            | госпођа из центра      |
| 2010.      | Дневник плавуше                          | Јасна Хорват           |
| 2010—2011. | Најбоље године                           | Сузана                 |
| 2011.      | The Little Gypsy Witch                   | Емина мама             |
| 2011—2012. | Лоза                                     | Магда                  |
| 2012.      | Људождер вегетаријанац                   | докторка               |
| 2013.      | Тајне                                    | Бригита Франић         |
| 2013.      | Отворена врата                           | Александра Саша Протић |
| 2014—2015. | Ватре ивањске                            | Елена Жупан Магдић     |
| 2017-2018. | Чиста љубав                              | Едита Лесковар         |
| 2018-2019. | На граници                               | Винка                  |
| 2020-е     |                                          |                        |
| 2016-2020. | Новине                                   | Јулијана Томашевић     |
| 2020.      | Дар мар                                  | Божена Бајић           |
| 2021.      | Минус и плус                             | Емилија                |
| 2024.      | У добру и злу                            | Дивна Срића            |